# Atuna travancorica
Espèce
Classification APG III (2009)
Statut de conservation UICN

 EN B1+2c : En danger
Atuna travancorica est une espèce de plantes à fleurs la famille des Chrysobalanaceae. C'est un arbre originaire du Travancore, état de Tamil Nadu, en Inde.

## Synonymes
- Cyclandrophora travancorica (Bedd.) Kosterm. ex Prance
- Ferolia travancorica (Bedd.) Kuntze
- Parinari travancorica Bedd[1].

## Description
Arbre atteignant 25 mètres de haut.

## Répartition
Espèce confinée aux forêts du Travancore au nord de Agastyamalai, dans le Tamil Nadu. Sa présence est de plus en plus rarement notée.